# Thomas Chatterton (Drama)

Der Tod des Thomas Chatterton. Das Gemälde des schottischen Malers Henry Wallis (1830–1916) hängt heute in der Tate Gallery

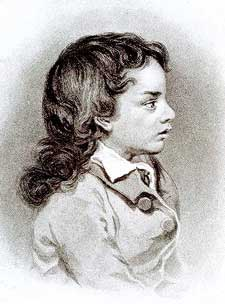
Thomas Chatterton. Zeichnung eines unbekannten Künstlers aus dem 18. Jahrhundert

Thomas Chatterton  heißt eine 1956 uraufgeführte Tragödie von Hans Henny Jahnn. Ihr Thema ist das Schicksal des jungen talentierten englischen Dichters Thomas Chatterton, der 1770 in London durch Suizid aus dem Leben schied. 1998 komponierte Matthias Pintscher auf der Grundlage von Jahnns Drama eine zweiteilige Oper.

## Das Schauspiel

### Inhalt
Der junge Chatterton führt in Bristol, von seiner Umgebung unverstanden, ein freudloses Leben als Schreiberlehrling bei einem Advokaten, von dem er sich erniedrigt fühlt. Da erscheint ihm Aburiel, eine geheimnisvolle Gestalt, möglicherweise ein Engel, und erschließt ihm die Welt der Poesie. Er ermutigt ihn zum Schreiben von Gedichten. Diese werden unter dem Namen des Thomas Rowley, eines – nie gelebt habenden – Mönchs aus dem 15. Jahrhundert, in dessen Rolle er sich magisch einfühlt, veröffentlicht. Aburiel hilft bei der Fälschung der alten Handschriften, deren Funde Aufsehen erregen. Als Chatterton sich als Verfasser der Schriften zu erkennen gibt, glaubt ihm niemand; sein poetisches Talent wird nicht anerkannt. Deshalb begibt er sich in die Hauptstadt London und hoffte, dort Verleger zu finden, die seine Werke drucken würden. Dieses Vorhaben schlug fehl, er vereinsamte, schrieb Kampfschriften gegen die Gesellschaft und beging 1770 Suizid. 

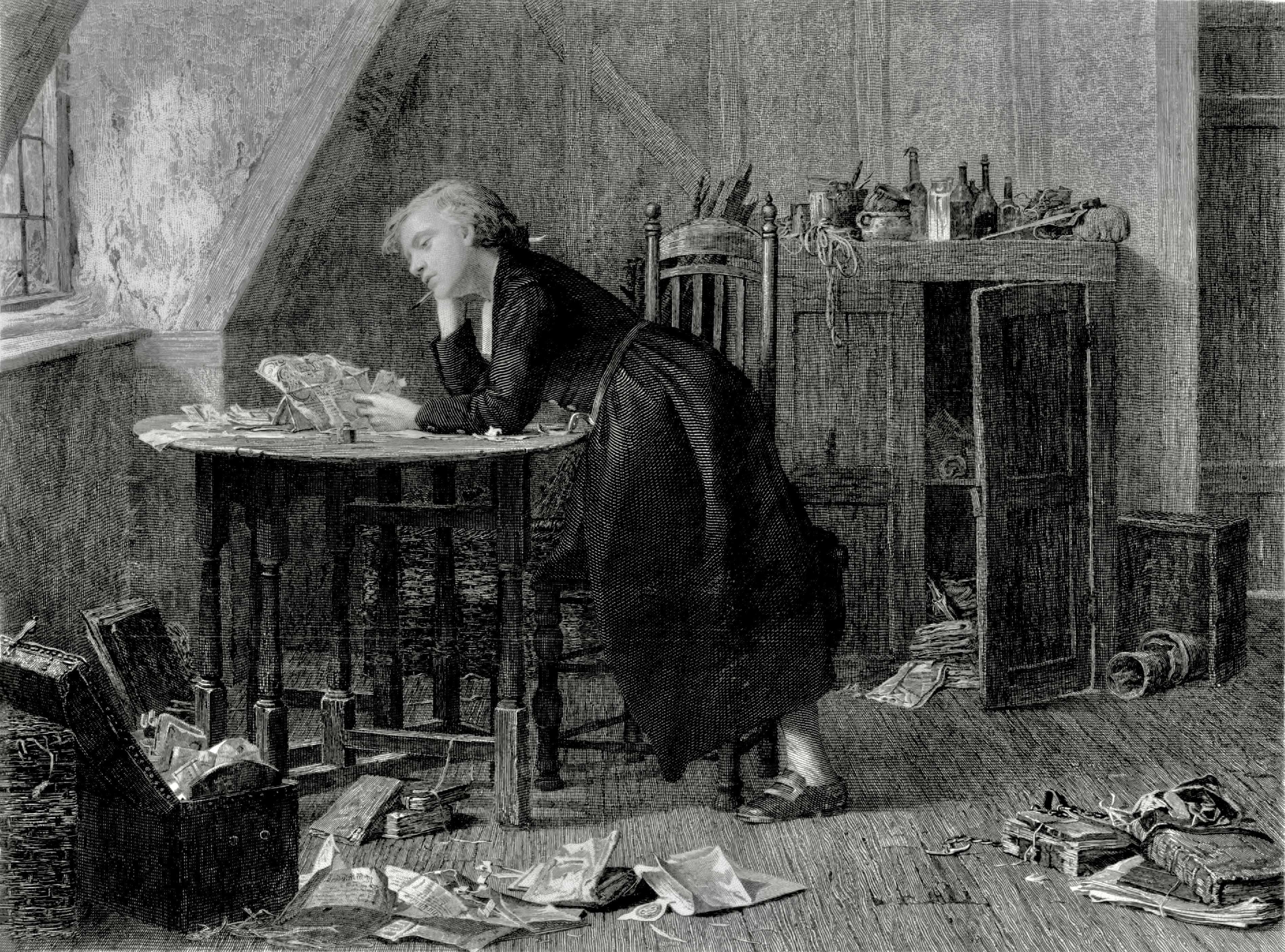
Thomas Chatterton. Zeichnung von W Ridgway

### Entstehungsgeschichte
Jahnn schrieb das Drama im Sommer des Jahres 1954 auf der dänischen Insel Bornholm. Ihn hatten einige Zeilen aus der „Tragischen Literaturgeschichte“ dazu angeregt; sie veranlassten ihn, nach historischen Quellen des Suizids des jungen Poeten Chatterton zu suchen und literarische Bearbeitungen über sein Leben zu lesen. Ihn faszinierten die Probleme des historischen künstlerischen Genies. Nachdem der Suhrkamp Verlag 1955 das Stück gedruckt hatte, suchte Jahnn nach einer Aufführungsmöglichkeit und dachte zunächst an die DDR. Dort hatte bereits 1954 die Zeitschrift Sinn und Form einen Auszug veröffentlicht. Jahnn sandte den Text an Brecht, der das Stück „schön“ fand, aber absagte, da er in seinem Berliner Ensemble keinen so jungen Schauspieler hätte, der den Chatterton darstellen könne. Als Gustaf Gründgens, der Jahnn schon früher gefördert hatte, im September 1955 die Leitung des Deutschen Schauspielhauses in Hamburg übernahm, war er bereit, Thomas Chatterton zu inszenieren. Die Uraufführung fand am 26. April 1956 statt, die Titelrolle spielte Heinz Reincke. Der Achtungserfolg des Stückes hat vermutlich dazu beigetragen, dass Jahnn im selben Jahr als erster Hamburger den Lessing-Preis der Freien und Hansestadt Hamburg erhielt.

### Aufführungen
Nach der Hamburger Uraufführung folgte eine Werkstattinszenierung in Stralsund. 1958 führten das Schlossparktheater Berlin, 1970 die Kammerspiele im Theater Lübeck und 1977 das Düsseldorfer Schauspielhaus das Schauspiel auf. Der Norddeutsche Rundfunk brachte 1985 eine Hörspielfassung.

### Rezeption und Wirkungen
Die Hamburger Aufführung erzielte eine große Presseresonanz. Jochen Meyer führt in seiner Jahnn-Bibliographie 37 Beiträge darüber in Zeitungen und Zeitschriften auf. Besonders unterschiedlich wurde die Düsseldorfer Aufführung des Stückes im Jahr 1977 bewertet. Laut Freeman ist Chatterton wahrscheinlich das spielbarste Stück Jahnns. Es hat seinen Reiz bis in die Gegenwart erhalten, auch wenn, wie bei allen Jahnn-Stücken, Aufführungsschwierigkeiten bestehen, „nicht zuletzt wegen seines fragmentarischen, gleichwohl mehrschichtigen Charakters, der das Stück nicht wie ein Schauspiel erscheinen läßt, eher wie die Chronik eines Selbstmords mit Verzögerung“.

### Oper
Die Sächsische Staatsoper Dresden beauftragte den jungen Komponisten Matthias Pintscher, Jahnns Drama für die Opernbühne zu bearbeiten.
Der Komponist Matthias Pintscher komponierte eine Oper in zwei Teilen. Er verfasste in Zusammenarbeit mit Claus H. Henneberg auch das Libretto. Das Werk wurde am 25. Mai 1998 unter der musikalischen Leitung von Marc Albrecht in einer Inszenierung von Marco Arturo Marelli uraufgeführt. Die Titelpartie interpretierte der Bariton Urban Malmberg, ihm standen u. a. der Schauspieler Dieter Mann und der Tenor Matthias Klink zur Seite.
Die FAZ nannte die musikalische Bearbeitung eine Glanzleistung und hob besonders die „Klangfarben und Instrumentaleffekte“ hervor.
Am 20. Mai 2000 brachte die Volksoper Wien eine vom Komponisten reduzierte Neufassung der Oper heraus.

### Textausgaben
- Thomas Chatterton. Eine Tragödie. Suhrkamp, Berlin und Frankfurt a. M. 1955
- Thomas Chatterton. In: Spectaculum 11. Suhrkamp, Berlin und Frankfurt a. M. 1959
- Thomas Chatterton. In: Dramen II (der Gesamtausgabe). Europäische Verlagsanstalt, Frankfurt a. M. 1965
- Thomas Chatterton. In: Dramen. (Band 5 der Gesamtausgabe Hans Henny: Werke und Tagebücher). Hoffmann und Campe, Hamburg 1974, ISBN 978-3-455-03661-9
- Textauszüge
- 1. Akt und Teile des 3. Aktes. In: Sinn und Form. Beiträge zur Literatur. Heft 5/6, Berlin 1954, ISSN 0037-5756
- Szenen aus dem 3. Akt. In: Akzente. Zeitschrift für Dichtung. Heft 2, München 1955, ISSN 0947-1073

### Sekundärliteratur
- Hubert Fichte: Chatterton und Chatterton. Anmerkungen zu Hans Henny Jahnn und Ernst Penzoldt. Zuerst erschienen in: Schreibheft, Nr. 28, 1986; wiederveröffentlicht in: Hubert Fichte: Homosexualität und Literatur 2, S. Fischer Verlag, Frankfurt am Main 1988, ISBN 3-10-020715-7, S. 107–142.
- Thomas Freeman: Hans Henny Jahnn. Eine Biographie. Hoffmann und Campe, Hamburg 1986, ISBN 3-455-08608-X
- Willy Haas: Gestern Abend im Schauspielhaus: Ein Verderber und ein Genie. In: Die Welt vom 27. April 1956
- Georg Hensel: Der Dichter und sein Traumentwurf. In: Frankfurter Allgemeine Zeitung vom 20. September 1977
- Siegfried Kienzle: Thomas Chatterton. In: Lexikon der Weltliteratur. Werke L–Z. DTV, München 1997, ISBN 3-423-59050-5
- Hans Erich Nossack: Vorwort zu „Thomas Chatterton“. In: Akzente, Heft 2/1955. München
- Wolfgang Sandner: Einstürzende Erinnerungen. Junggenies unter sich: In Dresden wird „Thomas Chatterton“ von Hans Henny Jahnn zur Oper. In: Frankfurter Allgemeine Zeitung vom 27. Mai 1998